# Sophronica subproba
Sophronica subproba är en skalbaggsart som beskrevs av Stefan von Breuning 1959. Sophronica subproba ingår i släktet Sophronica och familjen långhorningar. Inga underarter finns listade i Catalogue of Life.